# Kane (wrestler)
Kane, właśc. Glenn Thomas Jacobs (ur. 26 kwietnia 1967 w Torrejón de Ardoz) – amerykański wrestler i libertariański polityk, od 1 września 2018 burmistrz hrabstwa Knox w stanie Tennessee.
Odgrywana przez niego nieprzerwanie od 1997 postać w wrestlingu początkowo była niezrównoważona psychicznie, niema i nosiła maskę zakrywającą blizny i zniekształcenia, które rzekomo miał od czasu pożaru, w którym zginęli jego rodzice. Z czasem Kane zaczął mówić normalnie, okazało się, że na jego twarzy nie ma śladów obrażeń, a jego choroby psychicznie stopniowo zanikały. W fabule był też bratem przyrodnim The Undertakera. W organizacji wrestlingu WWE jedenaście razy zdobył mistrzostwo drużynowe i dwukrotnie światowe.
Deklaruje się jako libertarianin. Brał udział w libertariańskich konwentach i akcjach, takich jak Free State Project. W 2018 wygrał prawybory Partii Republikańskiej, a następnie wybory na burmistrza hrabstwa Knox w Tennessee. Jest pierwszym politykiem sprawującym urząd publiczny, który występował jako wrestler w trakcie sprawowania swojego urzędu.

## Wczesne życie
Urodził się 26 kwietnia 1967 jako Glenn Thomas Jacobs w amerykańskiej bazie lotniczej United States Air Force w mieście Torrejón de Ardoz w hiszpańskiej wspólnocie autonomicznej Madryt, gdzie stacjonował jego ojciec. Wkrótce cała rodzina powróciła do Stanów Zjednoczonych i Glenn Jacobs dorastał w Nashville w stanie Tennessee, a następnie na wsi w Missouri. Od najmłodszych lat był fanem wrestlingu. W liceum trenował koszykówkę, dzięki czemu zyskał stypendium sportowe i rozpoczął studia na uniwersytecie Northeast Missouri State University, gdzie dodatkowo trenował futbol amerykański. Jak sam twierdzi, planował zostać zawodowym koszykarzem, ale nie pozwoliła mu na to kontuzja kolana.
Ukończył studia na uniwersytecie Northeast Missouri State University i zyskał tytuł naukowy Bachelor’s degree z literatury angielskiej oraz stopień nauczyciela. Po ukończeniu studiów pracował jako nauczyciel na zastępstwie w Saint Louis w stanie Missouri.

## Kariera wrestlerska
Był trenerem Abu Colossusa, który debiutował w lutym 2001.

### Wczesna kariera (1992 – 1995)
Jego trenerem był Dean Malenko. Debiutował jako wrestler 18 czerwca 1992 pod pseudonimem Angus King w Hannibal w stanie Missouri, w należącej do jego przyjaciela z dzieciństwa organizacji Central States Wrestling Association (CSWA). Niedługo po swoim debiucie dołączył do organizacji United Wrestling Association (USWA). Walczył w niej przez kilka lat wcielając się w różne postacie, między innymi w stwora o imieniu Christmas Creature (z ang. świąteczny stwór), który wyglądał jak choinka. Walczył też przez krótki okres w japońskiej organizacji Pro Wrestling Fujiwara Gumi pod swoim prawdziwym imieniem i nazwiskiem, Glenn Jacobs. Stoczył jeden pojedynek w World Championship Wrestling (WCW) jako Bruiser Mastino w 1993. Został wtedy pokonany przez Stinga.

### World Wrestling Federation / Entertainment (1993, od 1995)

#### Różnie gimmicki (1993, 1995 – 1997)
Debiutował w WWF w 1993 na gali Survivor Series, pod maską i pseudonimem ringowym The Black Knight. Wspomagał wtedy Shawna Michaelsa w walce drużynowej razem z dwoma innymi zamaskowanymi wrestlerami.
7 kwietnia 1995 w organizacji Smoky Mountain Wrestling wraz z Alem Snowem i pod pseudonimem ringowym Unabomb pokonał tag team The Rock ’n’ Roll Express w walce o Smoky Mountain Tag Team Championship. Posiadali to mistrzostwo do 6 lipca 1995, kiedy przegrali je w walce przeciwko The Thugs (Tracy Smothers i Dirty White Boy). Glenn Jacobs walczył też jako Unabomb w nieemitowanych w telewizji pojedynkach w WWF.
W czerwcu 1995 zmienił odgrywaną przez siebie postać na lubiącego zadawać ból prywatnego dentystę Jerry’ego Lawlera i nosił pseudonim Dr. Isaac Yankem. Lawler miał go sprowadzić w celu pozbycia się swojego odwiecznego rywala, Breta Harta. Swój pierwszy pojedynek w nowej roli Yankem stoczył w sierpniu. Przegrał wtedy z Hertem przez wyliczenie. Na gali Summerslam został zdyskwalifikowany z powodu powieszenia Harta linami ringu za szyję. Ponownie przegrał z Hartem w październiku w stalowej klatce. W listopadzie Yankem i Lawler przegrali walkę tag teamów przeciwko Hartowi i Hakushiemu. Po tych wydarzeniach Yankem zakończył rywalizację z Hartem i od tej pory pełnił funkcję jobbera. Przegrywał z takimi wrestlerami jak The Undertaker, Jake “The Snake” Roberts, Marc Mero i The Ultimate Warrior.
23 września 1996 komentator Jim Ross przedstawił Glenna Jacobsa i Ricka Bognera jako kolejno Diesela i Razora Ramona, czyli wrestlerów, którzy przeszli niedługo wcześniej z WWF do WCW. Eksperyment z przekazaniem gimmicków innym osobom był tak niepopularny, że po Royal Rumble z 1997 obaj wrestlerzy pojawiali się już tylko w pojedynkach nieemitowanych w telewizji.
13 lipca 1997 w organizacji United Wrestling Association jako Doomsday pokonał Spellbindera w walce o pas USWA Heavyweight Championship. Przegrał go 6 września w walce przeciwko Stevenowi Dunnowi.

#### Początek Kane’a (1997 – 1998)
W 1997, po gali Wrestlemania XIII, manager Paul Bearer chciał odnowić swój sojusz z The Undertakerem. W tym celu ogłosił, że odnalazł jego dawno zaginionego brata, który przeżył pożar, w którym zginęli rodzice Undertakera. Undertaker odpowiedział, że to niemożliwe, bo jego brat, Kane, był piromanem. 5 października na gali Badd Blood: In Your House Glenn Jacobs debiutował ze swoim najpopularniejszym i najdłużej odgrywanym gimmickiem. To właśnie on wcielił się w zaginionego brata Undertakera. Tego dnia przeszkodził Undertakerowi w walce typu Hell in a Cell, mającej wyłonić głównego pretendenta do mistrzostwa WWF Heavyweight Championship. Wyrwał drzwi klatki i wykonał na Undertakerze manewr Tombstone Piledriver, dzięki czemu walkę wygrał Shawn Michaels. Przez kolejne miesiące od swojego debiutu Kane terroryzował WWF. Najpierw pokonał Mankinda 9 listopada na gali Survivor Series, a potem atakował różnych wrestlerów w różnych przypadkowych sytuacjach bez przyczyny. Jego ofiarami byli między innymi Ahmed Johnson, The Hardy Boyz, Flash Funk, Crush i Cactus Jack.
Kane nosił czarno-czerwony strój zakrywający całe jego ciało i twarz. Strój, a w szczególności maska, miał zakrywać jego liczne blizny i zniekształcenia spowodowane oparzeniami. Był niemy. Wraz z rozwojem fabuły, okazało się, że Kane był bratem przyrodnim Undertakera i rodzonym synem Paula Bearera. Kane’a początkowo oskarżano o podpalenie domu, w którym zginęli rodzice Undertakera, ale w październiku 1998 Undertaker przyznał się do podłożenia ognia.
Undertaker zdecydowanie odmawiał walki ze swoim bratem. Zmienił jednak zdanie po incydencie, który miał miejsce na gali Royal Rumble z 18 stycznia 1998. Kane interweniował w jego walkę typu Casket match o pas WWF Championship przeciwko Shawnowi Michaelsowi. Kane zamknął Undertakera w trumnie i podpalił ją. Gdy jednak trumna została później otwarta, nikogo w środku nie było. Bracia w końcu zmierzyli się 29 marca na gali WrestleMania XIV. Undertaker wykonał na Kanie Tombstone Piledriver trzy razy, przypiął go i wygrał walkę. Bracia kontynuowali swoją rywalizację przez kolejny miesiąc. Undertaker pokonał Kane’a ponownie w walce typu Inferno match 26 kwietnia na gali Unforgiven: In Your House. W ich walkę interweniował Vader, co zaowocowało krótką rywalizacją. Kane pokonał Vadera 31 maja na gali In Your House: Over the Edge. 28 czerwca na gali King of the Ring pokonał mistrza Stone Colda Steve’a Austina w walce o pas WWF Championship. Była to walka typu First Blood match, więc Kane’owi zwycięstwo ułatwił strój, który zakrywał całe jego ciało. Austin odzyskał jednak tytuł w pojedynku rewanżowym następnego dnia, w odcinku Raw. W międzyczasie Kane utworzył tag team z Mankindem. Razem 13 lipca pokonali The New Age Outlaws w walce o mistrzostwo drużynowe World Tag Team Championship. 26 lipca na gali Fully Loaded stracili tytuły w walce przeciwko The Undertakerowi i Steve’owi Austinowi. Panowanie nowych mistrzów zakończyło się 10 sierpnia w odcinku Raw Is War, po pojedynku czterech tag teamów, w którym Kane i Mankind pokonali The New Age Outlaws, Rocka i Owena Harta oraz Austina i Undertakera. 30 sierpnia Kane i Mankind mieli bronić tytułów na gali SummerSlam, jednak Kane nie pojawił się i Mankind przegrał pasy w walce przeciwko The New Age Outlaws. Po tej zdradzie Kane stworzył tag team The Brothers of Destruction z Undertakerem. Początkowo celem tag teamu była ochrona właściciela WWF, Mr. McMahona. 27 września na gali Breakdown Austin bronił mistrzostwa WWF w walce typu Triple Threat, w której brali też udział Kane i The Undertaker. Jego przeciwnicy przypięli go jednocześnie, w związku z czym tytuł został zwakowany, a Kane i Undertaker walczyli o niego 18 października na gali Judgment Day. Sędzią w tej walce był Stone Cold. Starcie zakończyło się bez rozstrzygnięcia, gdyż Austin zaatakował obu zawodników. Po tych wydarzeniach Undertaker zdecydował się zerwać tag team i odnowić swój sojusz z Paulem Bearerem. 15 listopada na gali Survivor Series Kane został pokonany przez Undertakera w pierwszej rundzie turnieju o wciąż zwakowany tytuł WWF. Na gali Rock Bottom: In Your House interweniował w walkę Undertakera, przez co Undertaker przegrał ze Stone Cold Steve’em Austinem pojedynek typu Buried Alive match. W końcu Kane został powstrzymany i umieszczony w zakładzie psychiatrycznym.

#### Uczłowieczenie Kane’a (1999 – 2002)
W 1999 Kane dołączył do stajni The Corporation właściciela WWF, Vince’a McMahona. Zrobił to aby uniknąć zakładu psychiatrycznego. Jego postać zaczęła być stopniowo uczłowieczana. Utworzył tag team z X-Pac'iem i związał się z wrestlerką Tori. Okazjonalnie mówił, posługując się krtanią elektroniczną. 5 kwietnia w odcinku Raw Kane i X-pac pokonali Jeffa Jarretta i Owena Harta w walce o mistrzostwo drużynowe WWF Tag Team Championship. Przegrali je 31 maja w walce przeciwko The Acolytes. 9 sierpnia ponownie pokonali Acolytes i zdobyli mistrzostwo drużynowe, a 22 sierpnia na SummerSlam przegrali pasy w starciu z The Big Showem i The Undertakerem. 28 października X-pac zdradził Kane’a w czasie walki przeciwko The Dudley Boyz na SmackDown. Wkrótce Kane’a zdradziła też Tori. Rozpoczęła się rywalizacja Kane’a i drużyną X-pac'a, D-Generation X.
W 2001 Kane stał się face’em i pojednał się z Undertakerem. 21 stycznia wziął udział w głównej bitwie na Royal Rumble. Wyeliminował jedenastu wrestlerów, co było rekordem przez ponad dziesięć lat. Sam został wyeliminował jako ostatni, przez zwycięzcę bitwy, Stone Colda Steve’a Austina. 1 kwietnia na gali WrestleMania X-Seven pokonał Ravena i Big Showa w walce typu Triple Threat o mistrzostwo WWF Hardcore Championship. Było to jego pierwsze mistrzostwo indywidualne od 1998. Stracił je 17 kwietnia, przegrywając walkę przeciwko Rhyno w odcinku Smackdown. W tym samym odcinku wraz z Undertakerem pokonał Edge’a i Christiana w walce typu No Disqualification o mistrzostwo drużynowe World Tag Team Championship. Stracili je 29 kwietnia na gali Backlash, przegrywając z Triple H-em i Steve’em Austinem. 20 maja na gali Judgment Day pokonał Triple H-a w walce o pas WWF Intercontinental Championship. W tym momencie stał się trzecim w historii WWF (obok Triple H-a i Shawna Michaelsa) mistrzem Grand Slam. Stracił swój pas 28 czerwca przegrywając walkę przeciwko Albertowi z powodu interwencji Diamond Dallas Page’a. 9 sierpnia The Brothers of Destruction (Kane i Undertaker) pokonali Chucka Palumbo i Seana O’Haire w walce o pasy WCW World Tag Team Championship, a 19 sierpnia Page’a i Chrisa Kanyona w walce o WWF Tag Team Championship i zunifikowali zdobyte tytuły drużynowe.17 września przegrali mistrzostwa WWE (wcześniej WWF) w walce przeciwko The Dudley Boyz, a 27 września przegrali mistrzostwa WCW, przegrywając walkę przeciwko Bookerowi T i Testowi. W wątku rywalizacji między byłymi zawodnikami WCW, a zawodnikami wiernymi WWE, Brothers of Destruction opowiedzieli się po stronie WWE i 18 listopada razem z Chrisem Jericho, The Big Showem i The Rockiem pokonali Bookera T, Kurta Angle, Roba Van Dam, Shane’a McMahona i Steve’a Austina na gali Survivor Series w walce, w której stawką było wszystko.
Po krótkiej rywalizacji Kane’a z Big Showem i Kurtem Angle w 2002, odbył się pierwszy w historii WWE Draft. The Brothers of Destruction zostali rozdzieleni, a Kane przydzielony do Raw. Rywalizował z drużyną New World Order (nWo) i został jeszcze bardziej uczłowieczony. Zaczął mówić bez wspomagaczy i nazywał swoich fanów Kanenites. W kwietniu Kane naciągnął sobie biceps. Aby wyjaśnić jego nieobecność, WWF wyemitowało segment, w którym nWo atakuje Kane’a, a X-Pac zdejmuje mu maskę i uderza jego głowę stalowym krzesłem. Widownia jednak nie zobaczyła twarzy Kane’a. W sierpniu Kane powrócił z maską zakrywającą tylko pół twarzy i utworzył tag team z The Hurricane’em. Razem 23 września pokonali Christiana i Lance’a Storma w walce o mistrzostwo drużynowe World Tag Team Championship, a 30 września Kane pokonał Chrisa Jericho w walce o mistrzostwo Intercontinental.

#### Wątek Katie Vick (2002)
7 października 2002 Kane w pojedynkę obronił mistrzostwo drużynowe w walce typu Fatal 4-way Tables, Ladders and Chairs match przeciwko drużynom Christiana i Chrisa Jericho, RVD i Jeffa Hardy oraz Bubby i Spike’a Dudleyów. Walka ta została wybrana przez fanów najlepszą walką w WWE w 2002. Moment triumfu Kane’a zrujnował jednak Triple H, który oskarżył go o zamordowanie swojej byłej dziewczyny, Katie Vick. 14 października Kane oświadczył, że jego dziewczyna zginęła w wypadku drogowym. Kane miał prowadzić samochód pod wpływem alkoholu i niechcący spowodować wypadek, kiedy Katie Vick była jego pasażerem. W tym samym odcinku Chris Jericho i Christian pokonali Kane’a i Hurricane’a w walce o World Tag Team Championship, a 20 października na No Mercy Triple H pokonał Kane’a w walce o WWE Intercontinental Championship dzięki interwencji Rica Flaira i użyciu młota kowalskiego. 21 października Triple H oskarżył Kane’a nie tylko o morderstwo, ale też nekrofilię i pokazał publiczności nagranie, na którym Triple H przebrany za Kane’a udaje, że gwałci manekina przedstawiającego Katie Vick i leżącego w trumnie. Kane w odwecie zaatakował Triple H-a i zamknął go w bagażniku samochodu. Wątek Katie Vick został szybko zakończony z powodu negatywnego odbioru fanów. Kane odegrał się na swoim rywalu, pokonując go w walce typu Casket match 28 października w odcinku Raw. Mistrzostwo nie było jednak stawką w tym starciu.

#### Odsłonięcie twarzy (2003 – 2004)

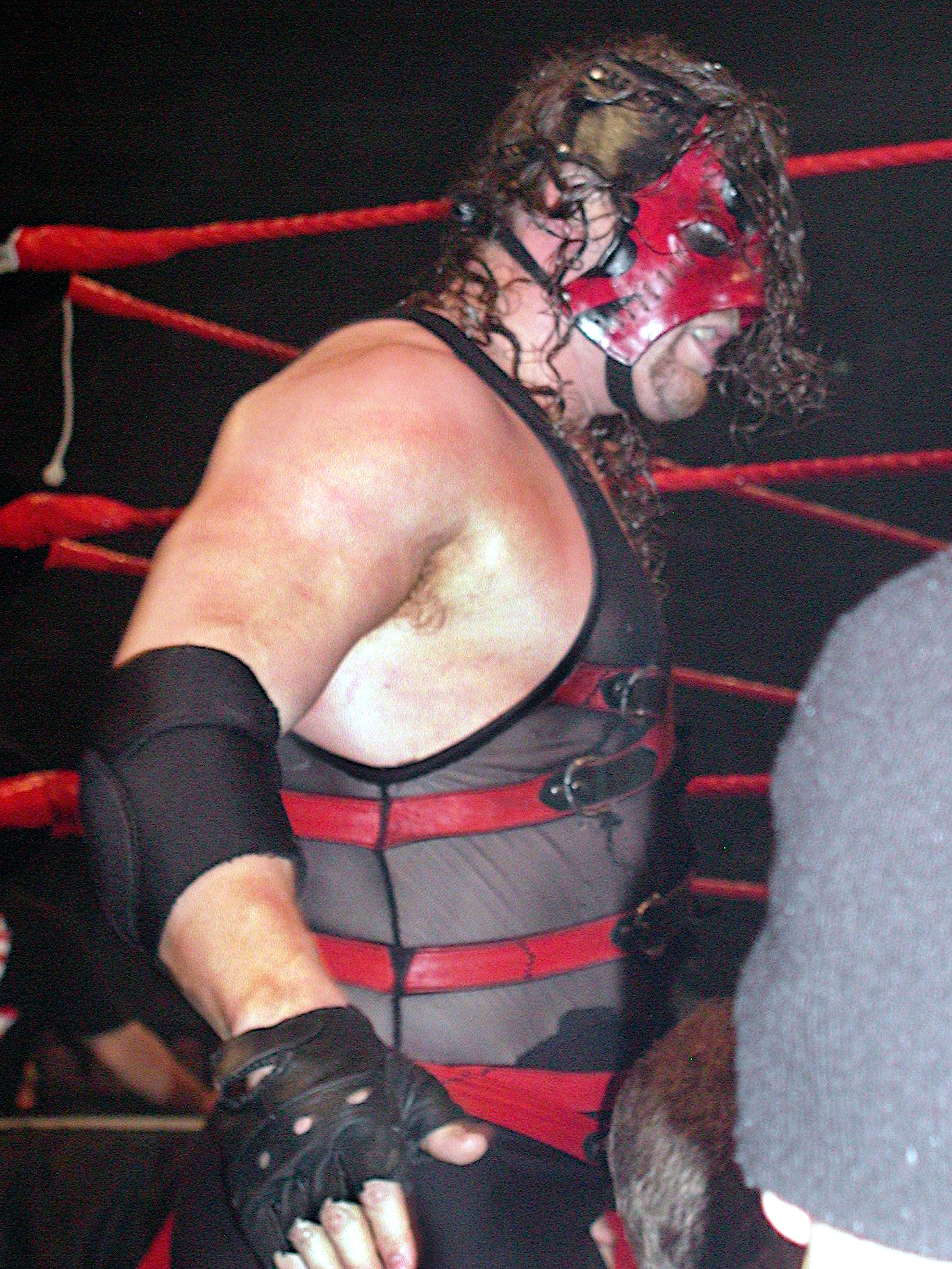
Kane 31 marca 2003

W 2003 Kane utworzył tag team z Robem Van Damem. 31 marca w odcinku Raw razem pokonali drużynę Chiefa Morley i Lance’a Storma oraz The Dudley Boyz i wygrali mistrzostwo drużynowe World Tag Team Championship. Posiadali je do 15 czerwca, kiedy to na gali Bad Blood przegrali tytuły w pojedynku przeciwko La Resistance. Po walce Kane dostał od zarządu WWE wybór – albo dołączy do stajni The Evolution albo zmierzy się w pojedynku z Triple H-em. Jeśli wybierze tę drugą opcję, może wygrać mistrzostwo World Heavyweight, ale jeśli przegra, będzie musiał zdjąć maskę przed publicznością i kamerami. Kane wybrał drugą opcję, zmierzył się z Triple H-em 16 czerwca w odcinku Raw i przegrał, więc zgodnie z postanowieniami zakładu zdjął maskę i pokazał swoją twarz. Okazało się, że twarz Kane’a nie jest zniekształcona, ani pokryta bliznami. Zostało wyjaśnione, że pożar nie pozostawił na Kanie blizn cielesnych, tylko psychiczne. Odsłonięcie twarzy źle wpłynęło na Kane’a. Stał się bardziej agresywny i często atakował ludzi bez powodu. Skrzywdził między innymi managerów generalnych, Erica Bischoffa i Steve’a Austina, komentatora Jima Rossa, a także członka zarządu Lindę McMahon. Został za to ukarany aresztem domowym, ale Eric Bishoff pozwolił mu dalej występować w WWF, ponieważ potrzebował pomocy Kane’a w swojej rywalizacji z Shane’em McMahonem. 24 sierpnia na gali Summerslam Kane pokonał swojego byłego partnera, Roba Van Dama. W trakcie walki wykonał na przeciwniku manewr Tombstone Piledriver na schodach przy ringu. 21 września pokonał Shane’a w walce typu Last Man Standing match na gali Unforgiven, a 16 listopada na Survivor Series pokonał Shane’a w walce typu Ambulance match i pomógł Vince’owi McMahonowi pokonać The Undertakera w walce typu Buried Alive match.
25 stycznia 2004 Kane brał udział w bitwie na Royal Rumble, ale tajemnicze nagranie na TitanTronie rozkojarzyło go i chwilę później został wyeliminowany przez Bookera T. Nagranie, za które odpowiadał Undertaker, straszyło Kane’a jeszcze przez kilka miesięcy, aż do 14 marca, kiedy to na gali Wrestlemania XX Undertaker powrócił ze swoim klasycznym gimmickiem i pokonał Kane’a w pojedynku.

#### Prześladowanie Lity (2004 – 2005)

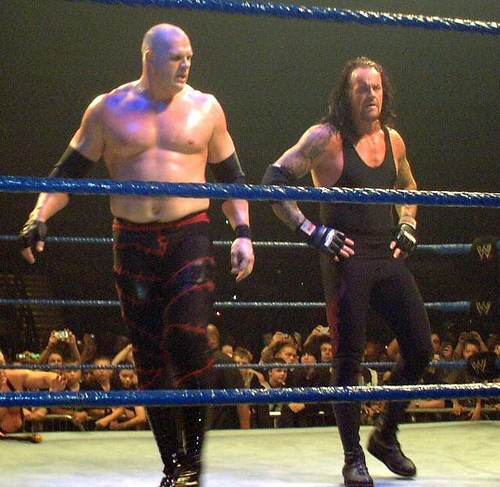
The Brothers of Destruction: Kane (z lewej) i The Undertaker (z prawej)

19 kwietnia 2004 Kane wciągnął Litę na ring w czasie walki i wyrażał zafascynowanie nią, ale Matt Hardy powstrzymał go, zanim zdążył cokolwiek zrobić. Przez kolejne tygodnie Kane prześladował i napastował Litę oraz rywalizował z Mattem Hardy. 3 maja Kane zaciągnął Litę na zaplecze. Gdy Matt Hardy ją odnalazł, Kane’a już przy niej nie było (co może sugerować, że Lita została zgwałcona). 17 maja Kane pomógł Licie wygrać pojedynek z Trish Stratus, strasząc i rozpraszając Trish przy pomocy TitanTronu. Następnie pobił Matta Hardy’ego i zmusił Litę do odpowiedzenia tak na nieznane widowni pytanie. 7 czerwca Kane powiedział Licie, że skłamał mówiąc, że to już koniec jej zobowiązań wobec niego. 14 czerwca oświadczono, że Lita jest w ciąży. Matt Hardy był przekonany, że będzie ojcem i 21 czerwca oświadczył się Licie, ale wtedy Kane ujawnił, że to on zaciążył Litę. 28 czerwca Kane walczył przeciwko Chrisowi Benoit o pas World Heavyweight Champion. Lita udawała, że wspiera Kane i wykorzystując jego nieuwagę kopnęła go między nogi, przyczyniając się do wygranej Benoit. Kane chciał wykonać Chokeslam na Licie, ale opamiętał się. 15 sierpnia na gali Summerslam pokonał Matta Hardy’ego w walce, w której przedmiotem zakładu było małżeństwo z Litą. Ślub odbył się 23 sierpnia w ringu. Lita odmówiła założenia białej sukni ślubnej, ofiarowanej jej przez Kane’a, i przyszła na swój ślub w czarnej sukni, co zdenerwowało pana młodego. Matt Hardy przerwał ceremonię i uratował Litę, ale ściana ognia powstrzymała go przed ucieczką i został zaatakowany przez Kane’a atakiem Chokeslam. Mimo to, Lita towarzyszyła Kane’owi w ringu w czasie jego pojedynków. 13 września Kane toczył przeciwko Gene’owi Snitsky walkę typu No Disqualification. W czasie pojedynku kłócił się z towarzyszącą mu Litą, co Snitsky wykorzystał atakując Kane’a od tyłu krzesłem. Zaatakowany Kane niechcący uderzył Litę i spowodował poronienie. Od tej pory Kane rywalizował ze Snitskym.
Wkrótce Lita zaczęła chętniej towarzyszyć Kane’owi jako partnerka i manager. Zwróciła się jednak przeciwko niemu w finale turnieju Gold Rush 16 maja 2005 i pomogła wygrać walkę Edge’owi. Od tego momentu Kane był przedstawiany jako postać cierpiąca na zaburzenia depresyjne i rywalizował z Edgem oraz Litą, którzy często szydzili z niego. 20 czerwca Kane zniszczył ich wesele. 27 czerwca ścigał ich po zapleczu i zaatakował Litę chwytem duszącym w garderobie. Rywalizacja zakończyła się 25 lipca w odcinku Raw. Edge, któremu towarzyszyła Lita, pokonał Kane’a w walce typu Stretcher match, ale później tego samego wieczoru, Matt Hardy pobił Edge’a, a Kane powalił Litę atakiem Tombstone Piledriver i zamknął ją w ambulansie, którym następnie odjechał.
1 listopada 2005 Kane i Big Show zdobyli World Tag Team Championship pokonując poprzednich mistrzów, Lance’a Cade'a i Trevora Murdocha.

#### Słyszenie głosów (2006)
3 kwietnia 2006 tag team The Spirit Squad (Kenny i Mikey) pokonał Kane’a i Big Showa w walce o World Tag Team Championship. Wkrótce Kane zaczął słyszeć głosy, które powtarzały słowa dziewiętnasty maja. Doprowadzało to Kane’a do psychotycznego szaleństwa, w wyniku którego atakował nawet swoich sojuszników, takich jak Big Show. Obaj zmierzyli się na gali Backlash. Kane nie mógł się skupić z powodu słyszanych głosów, a Big Show uderzył go krzesłem, w związku z czym pojedynek został uznany za nierozstrzygnięty. 22 maja Kane oświadczył, że przestał słyszeć głosy i nigdy wcześniej nie był szczęśliwszy. Wtedy jednak na TitanTronie ukazała się jego stara maska w płomieniach i napis to jeszcze nie koniec. Wkrótce Kane’a zaczął prześladować jego sobowtór, zwany fałszywym Kane’em (w tę rolę wcielił się Luke Gallows). Kane rywalizował ze swoim sobowtórem i 25 czerwca na gali Vengeance został przez niego pokonany. Rywalizacja zakończyła się 26 czerwca. Randy Orton pokonał wtedy Kane’a, dzięki interwencji fałszywego Kane’a. Później tego samego wieczoru Kane wykonał na swoim sobowtórze Chokeslam, wyniósł go na zaplecze, zdjął mu maskę i wypchnął go za drzwi. Dzień 19 maja okazał się rocznicą pożaru, w którym zginęła rodzina Kane’a. Wątek z głosami był lokowaniem produktu i miał na celu promocję filmu Oczy zła - horroru, w którym Kane zagrał główny czarny charakter.

#### Po 2006

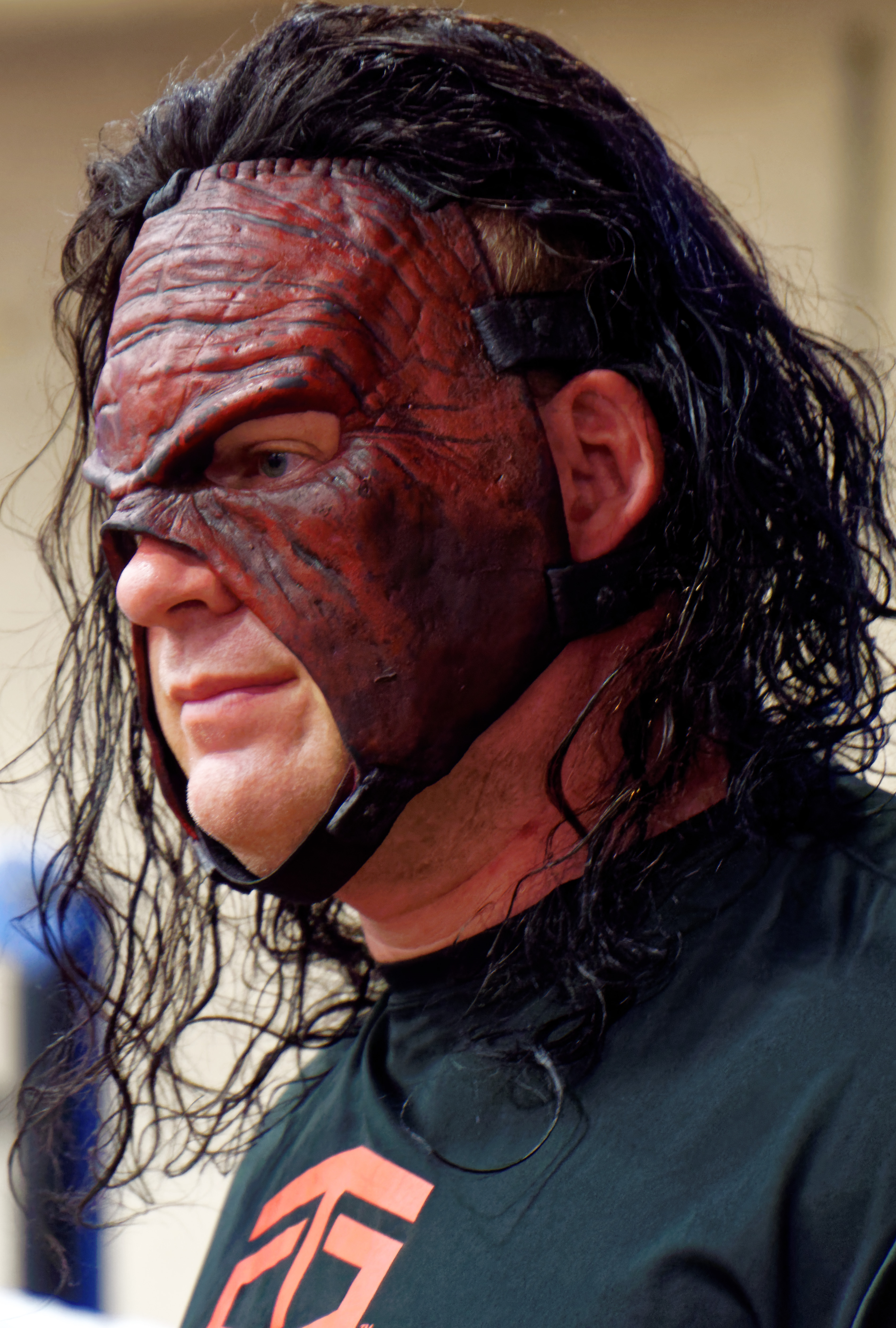
Kane na gali WrestleMania 32

Między 2006, a 2008 rywalizował przez dłuższy czas z takimi wrestlerami jak Montel Vontavious Porter, King Booker, The Great Khali, Edge, Fit Finlay i Big Daddy V. 30 marca 2008 na gali WrestleMania XXIV wygrał walkę typu Battle Royal, w której brało udział dwudziestu czterech wrestlerów. W nagrodę tego samego wieczoru mógł zmierzyć się z Chavo Guerrero w walce o mistrzostwo ECW. Kane pokonał Chavo w dziewięć sekund. Od tej pory występował zarówno w programie Smackdown, jak i ECW. Jego panowanie zakończyło się 29 czerwca 2008 na gali Night of Champions, kiedy on i Big Show zostali pokonani w walce typu Triple Threat przez Marka Henry. Później od sierpnia 2008 Kane rywalizował z Reyem Mysterio.
15 grudnia 2008 podejrzewał, że Kelly Kelly z nim flirtuje i zamknął ją w garderobie domagając się wyjaśnień. Kelly powiedziała Kane’owi coś, w związku z czym później Kane pobił The Miza. Kelly przyznała, że okłamała Kane’a, aby zemścić się na Mizie. W akcie odwetu Kane zobowiązał się zniszczyć Randy’ego Ortona, który był prawdziwym obiektem zainteresowania Kelly Kelly, pomimo deklaracji, że Kelly nic dla niego nie znaczy. 12 stycznia 2009 Orton pokonał Kane’a w odcinku Raw.
W 2010 Kane podjął nieudaną rywalizację o pas mistrzowski z mistrzem Intercontinental, Drew McIntyre. 18 lipca wygrał walkę typu Money in the Bank ladder match na gali Money in the Bank, w której brali też udział Big Show, Kofi Kingston, Matt Hardy, Christian, Drew McIntyre, Dolph Ziggler i Cody Rhodes. Tej samej nocy skorzystał z wygranego w walce kontraktu, pozwalającego wyzwać mistrza World Heavyweight do walki o tytuł w dowolnym momencie i pokonał posiadacza tytułu, Reya Mysterio. Rywalizacja Kane’a i Mysterio, a także Kane’a i Undertakera zaczęła się na nowo, jednak Kane skutecznie bronił tytułu przed oboma zawodnikami. Wreszcie 19 grudnia na gali TLC: Tables, Ladders & Chairs Edge zwyciężył walkę typu Fatal 4-way o mistrzostwo, pokonując Kane’a, Reya Mysterio i Alberto Del Rio.

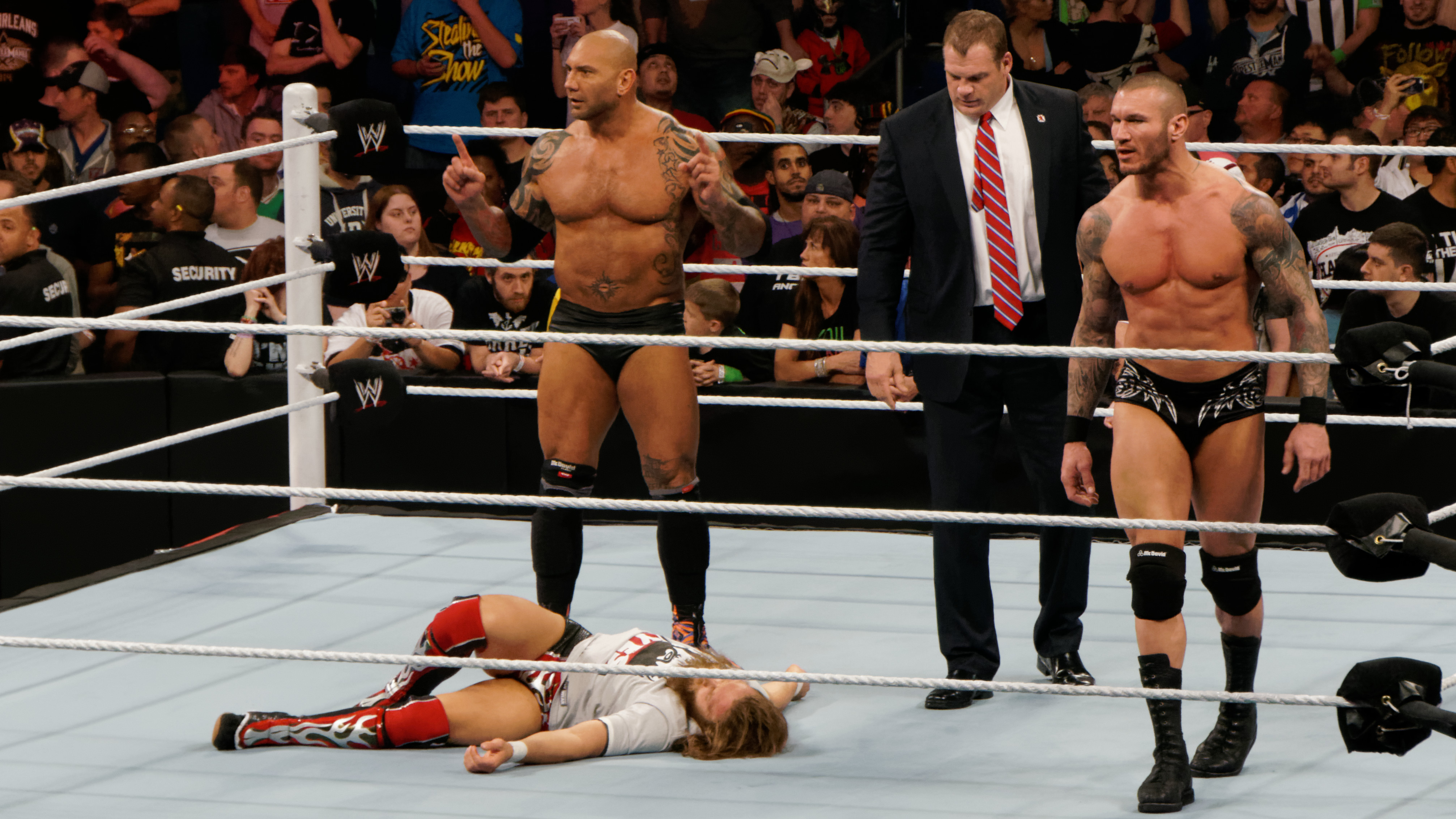
Kane jako członek The Authority 7 kwietnia 2014, stojący między Bautistą (z lewej), a Randym Ortonem (z prawej), nad leżącym Danielem Bryanem

22 kwietnia 2011 wraz z Big Showem pokonał Heatha Slatera i Justina Gabriela w walce o mistrzostwo drużynowe WWE Tag Team Championship. Posiadali je do 23 maja, kiedy zostali pokonani przez Davida Otungę i Michaela McGillicutty z zespołu The Nexus. 12 grudnia 2011 Kane znowu zaczął nosić maskę, tym razem skórzaną. Powody tej decyzji nigdy nie zostały wyjaśnione.
W 2012 rywalizował z Johnem Ceną, nakłaniając go przy tym do zostania heelem. Cena jednak nie dał się złamać, a ich spór zwieńczyła wygrana przez Cenę walka typu Ambulance match 19 lutego na gali Elimination Chamber. Później Kane rywalizował z Danielem Bryanem, który ostatecznie pokonał go 19 sierpnia na gali Summerslam. Wtedy jednak obaj zawodnicy postanowili połączyć siły i utworzyć tag team, który nazwali Team Hell No. 16 września na gali Night of Champions udało im się pokonać Kofiego Kingstona i R-Trutha w walce o mistrzostwo drużynowe WWE Tag Team Championship. Ich panowanie zakończyło się 19 maja 2013 na gali Extreme Rules, kiedy zostali pokonani przez Setha Rollinsa i Romana Reignsa.
Od 2013 do 2014 występował bez maski i w garniturze i odgrywał rolę pracownika reprezentującego The Authority (w kayfabe organ zarządczy WWE). Po 2013 jego rola w organizacji uległa marginalizacji. Był częścią różnych wątków fabularnych, rywalizacji i ważniejszych bitew (takich jak Royal Rumble i André the Giant Memorial Battle Royal), ale już nie był jedną z głównych gwiazd, ani nie posiadał pasa mistrzowskiego. W 2018 kandydował na urząd burmistrza Hrabstwa Knox w Tennessee, jednak 7 czerwca 2018 zapowiedział, że nawet jeśli zostanie wybrany na ten urząd, nie wyklucza okazjonalnych występów w WWE.
W 2021 roku podczas Wrestlemanii 37 został wprowadzony do WWE Hall of Fame.

## Polityka

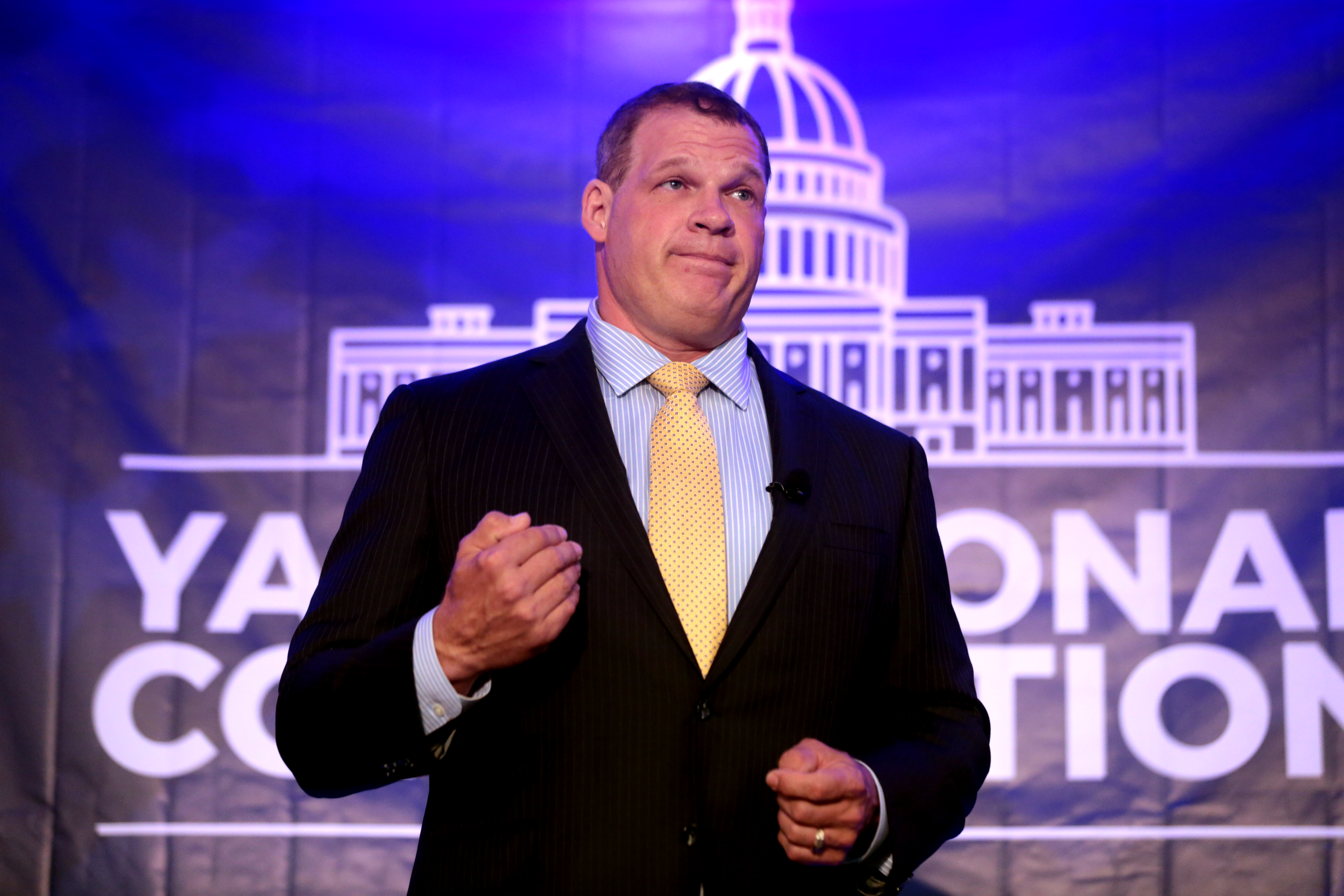
Glenn Jacobs przemawiający 29 lipca 2017 na libertariańskim krajowym konwencie Young Americans for Liberty w hotelu Sheraton Reston Hotel w Reston w stanie Wirginia

### Poglądy
Identyfikuje się jako libertarianin i wielokrotnie wspierał publicznie libertariańskie inicjatywy. Wśród ludzi, którzy wpłynęli na jego poglądy polityczne wymienił Ronalda Reagana, Friedricha Hayeka i Rona Paula. Wśród osób, które jego zdaniem wytyczają Partii Republikańskiej właściwy kierunek wymienił Randa Paula, Thomasa Massie, Justina Amasha i Mike’a Lee.
Uważa libertarianizm za rzeczywiste odzwierciedlenie American dream. W 2014 w wywiadzie dla Fox Business zasugerował, że jest centrystą. Powiedział, że zgadza się z lewicowymi poglądami na wolność jednostki i prawicowymi poglądami na wolność ekonomiczną, ale odrzuca tendencje tworzenia dużego rządu charakterystyczne dla obu stron politycznego spektrum. Jest zwolennikiem niskich podatków i niewielkiej ingerencji państwa w gospodarkę. System wolnej przedsiębiorczości nazwał największą maszyną do tworzenia bogactwa, jaką widział świat i uważa, że nadmierne regulacje okaleczają ten system.

### Działalność
Był zaangażowany w projekt Free State Project, którego celem było przesiedlenie libertarian do mniej zaludnionego stanu w celu zwiększenia szans libertarian w wyborach. W 2008 wspierał publicznie Rona Paula w wyborach prezydenckich. W maju 2017 wspierał Randa Paula w wyborach do Senatu. Okazjonalnie pisał na tematy polityczne na blogu The Adventure’s Of Citizen X.
1 maja 2018 wygrał prawybory Partii Republikańskiej wyłaniające kandydata na burmistrza Hrabstwa Knox w Tennessee. Zdobył 14 633 głosów, czyli 36,08% wszystkich głosów. Jego główny kontrkandydat, Brad Anders, zdobył o 17 głosów mniej. Głównym przeciwnikiem Glenna Jacobsa w wyborach na burmistrza była Linda Haney z Partii Demokratycznej. W zbiórce pieniędzy na kampanię wyborczą Jacobsa pomagali wrestlerzy Ric Flair, The Undertaker, Mick Foley, Chris Jericho, Daniel Bryan, Big Show, Arn Anderson i Ricky Morton. Na swojej stronie internetowej Jacobs streścił swój program polityczny w siedmiu punktach. Zobowiązał się utrzymywać niskie podatki, skoncentrować się na jakości edukacji, kontynuować przyciąganie nowych miejsc pracy do hrabstwa, usprawnić drogi i infrastrukturę, zagwarantować pełną i absolutną przejrzystość rządu, pracować nad stworzeniem bezpieczniejszej społeczności, a także odchudzić administrację. 3 sierpnia po przeliczeniu głosów ogłoszono, że Glenn Jacobs wygrał wybory zdobywając około 2/3 wszystkich głosów. To czyni go drugim po Jessem Venturze zawodnikiem WWE, który został wybrany na urząd publiczny.
W czasie kampanii do wyborów prezydenckich w Stanach Zjednoczonych w 2024 roku wraz z Markiem Callaway'em udzielił oficjalnego poparcia Donaldowi Trumpowi.

## Działalność charytatywna
Służył w radzie doradczej przy Szpitalu Dziecięcym East Tennessee, a także w zarządzie organizacji non-profit Halls / Powell Boys and Girls Club. Posiada własną firmę ubezpieczeniową Jacobs Insurance Associates, która brała udział w krajowej akcji przeciwko nękaniu, Kindness Revolution. Ma też własną organizację non-profit, Kane’s Crusaders, która zajmuje się opieką nad nastoletnimi osobami z chorobami przewlekłymi we wschodniej części stanu Tennessee.

## Inne media

### Filmografia
Zagrał postać Jacoba Goodnighta, głównego czarnego charakteru w horrorze Hotel śmierci i jego kontynuacji Oczy zła.
| Rok          | Tytuł                                      | Rola             | Dodatkowe informacje                            |
| ------------ | ------------------------------------------ | ---------------- | ----------------------------------------------- |
| 2016         | Śmiertelne odliczanie                      | Porucznik Cronin |                                                 |
| 2014         | Oczy zła                                   | Jacob Goodnight  |                                                 |
| 2014         | Scooby Doo: WrestleMania – Tajemnica ringu | Kane             | Film animowany, dubbing                         |
| 2010         | MacGruber                                  | Tanker Lutz      |                                                 |
| 2007         | Tajemnice Smallville                       | Tytan            | Serial telewizyjny, sezon 6, odcinek 17, Combat |
| 2006         | Hotel śmierci                              | Jacob Goodnight  |                                                 |
| Źródło: IMDb |                                            |                  |                                                 |

### Gry komputerowe
Przedstawiająca go grywalna postać pojawiła się w trzydziestu ośmiu grach komputerowych. Były to kolejno: WWF War Zone (1998, N64, PS), WWF Attitude (1999, N64, GB, PS, DC), WWF Wrestlemania 2000 (1999, GB, GBC), WWF WrestleMania 2000 (1999, N64), WWF SmackDown! (2000, PS), WWF Royal Rumble (2000, DC), WWF No Mercy (2000, N64), WWF SmackDown! 2: Know Your Role (2000, PS), Fire Pro Wrestling (2001, GB, GBA), WWF Road To Wrestlemania (2001, GB, GBA), WWF SmackDown! Just Bring It (2001, PS2), WWE Raw (2002, Xbox, PC), WWE Wrestlemania X-8 (2002, GC), WWE Road To WrestleMania X-8 (2002, GB, GBA), WWE SmackDown! Shut Your Mouth (2002, PS2), WWE Crush Hour (2003, GC, PS2), WWE Wrestlemania XIX (2003, GC), WWE RAW 2 (2003, Xbox), WWE SmackDown! Here Comes The Pain (2003, PS2), WWE Day Of Reckoning (2004, GC), WWE SmackDown! vs. RAW (2004, PS2), WWE Survivor Series (2004, GB, GBA), WWE Wrestlemania 21 (2005, Xbox), WWE Day Of Reckoning 2 (2005, GC), WWE SmackDown! vs. RAW 2006 (2005, PS2, PSP), WWE SmackDown! vs. RAW 2007 (2006, Xbox, Xbox360, PS2, PSP), WWE SmackDown! vs. RAW 2008 (2007, Wii, DS, Xbox360, PS2, PS3, PSP), WWE SmackDown vs. RAW 2009 (2008, Wii, DS, Xbox360, PS2, PS3, PSP), WWE SmackDown vs. RAW 2010 (2009, Wii, DS, Xbox360, PS2, PS3, PSP), WWE SmackDown vs. RAW 2011 (2010, Wii, Xbox360, PS2, PS3, PSP), WWE All-Stars (2011, Wii, 3DS, Xbox360, PS2, PS3, PSP), WWE '12 (2011, Wii, Xbox360, PS3), WWE '13 (2012, Wii, Xbox360, PS3), WWE 2K14 (2013, Xbox360, PS3), WWE 2K15 (2014, Xbox360, XboxOne, PS3, PS4, PC), WWE 2K16 (2015, Xbox360, XboxOne, PS3, PS4, PC), WWE 2K17 (2016, Xbox360, XboxOne, PS3, PS4, PC), WWE 2K18 (2017, XboxOne, PS4, PC).

## Życie prywatne
Jego ojciec służył w wojsku przez 20 lat. Był lotnikiem United States Air Force. Brał udział w operacjach wojskowych na Wojnie koreańskiej i na Wojnie wietnamskiej. Matka Glenna Jacobsa opiekowała się domem i zajmowała się wychowywaniem dzieci. Siostra Glenna Jacobsa pracowała w NASA jako naukowiec od technologii rakietowych. Brat Glenna Jacobsa specjalizował się w naprawach.
W 1995 poznał swoją przyszłą żonę, Crystal Maurisą Goins. Przed poznaniem Jacobsa, Goins była samotną matką wychowującą dwie córki, miała trzy prace i uczyła się w celu zyskania średniego wykształcenia. 23 sierpnia 1995 Goins i Jacobs wzięli ślub. Razem prowadzą agencję ubezpieczeniową w Knoxville w Tennessee. Devan i Arista, rodzone córki Crystal Goins będące też adoptowanymi córkami Glenna Jacobsa, posiadają stopnie naukowe Bachelor of Science z pielęgniarstwa. W 2018 Devan studiowała aby zostać asystentką lekarza, a Arista studiowała, by uzyskać stopień Master of Business Administration z administracji opieki zdrowotnej. Glenn Jacobs ma także wnuka i wnuczkę.

## Mistrzostwa i osiągnięcia
- Kane prezentujący pas World Heavyweight ChampionshipSmoky Mountain Wrestling

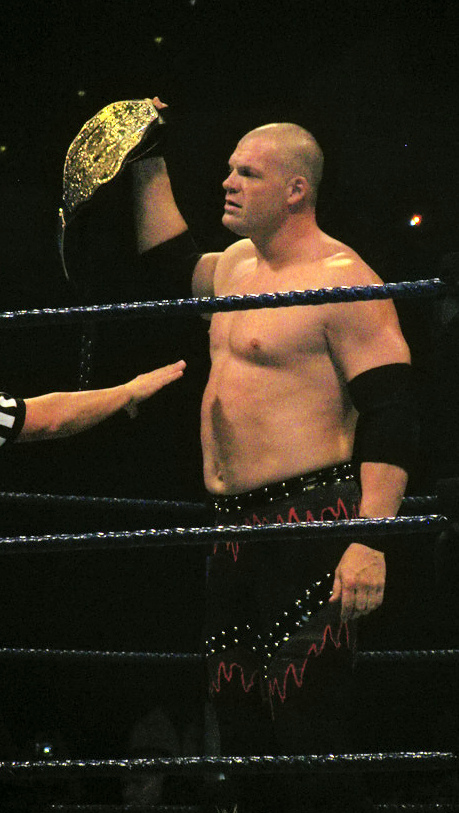
Kane prezentujący pas World Heavyweight Championship

  - SMW Tag Team Championship (1 raz) – z Alem Snowem
- United States Wrestling Association
  - USWA Heavyweight Championship (1 raz)
- World Wrestling Federation / Entertainment
  - ECW Heavyweight Championship (1 raz)
  - WCW World Tag Team Championship (1 raz) – z The Undertakerem
  - World Heavyweight Championship (1 raz)
  - World Tag Team Championship (9 razy) – z Mankindem (2 razy), z X-Pakiem (2 razy), z The Undertakerem (2 razy), z The Hurricane’em (1 raz), z Robem Van Damem (1 raz), z Big Showem (1 raz)
  - WWE Tag Team Championship (2 razy) – z Danielem Bryanem (1 raz) i z Big Showem (1 raz)
  - WWF Hardcore Championship (1 raz)
  - WWF/WWE Intercontinental Championship (2 razy)
  - WWF Championship (1 raz)
  - WWE Hall of Fame (2021)
- Pro Wrestling Illustrated
  - Tag team roku (1999) – z X-Paciem
- Wrestling Observer Newsletter
  - Najbardziej przeceniany wrestler (2010, 2014, 2015)[5]